# Mulni
Mulni(em armênio: Մուղնի; romaniz.: Mułni / Muġni) é uma vila localizada no município de Astaraque da província de Aragatsotn, na Armênia. Segundo o censo de 2011, havia 781 habitantes.